# Lilla Tomsjön
Lilla Tomsjön är en sjö i Hällefors kommun i Västmanland och ingår i Göta älvs huvudavrinningsområde. Sjön är 22,5 meter djup, har en yta på 0,823 kvadratkilometer och är belägen 253,2 meter över havet. Sjön avvattnas av vattendraget Tomsjöälven. Vid provfiske har abborre, gädda, lake och mört fångats i sjön.

## Delavrinningsområde
Lilla Tomsjön ingår i det delavrinningsområde (664835-142579) som SMHI kallar för Utloppet av Lilla Tomsjön. Medelhöjden är 318 meter över havet och ytan är 9,13 kvadratkilometer. Det finns inga avrinningsområden uppströms utan avrinningsområdet är högsta punkten. Tomsjöälven som avvattnar avrinningsområdet har biflödesordning 3, vilket innebär att vattnet flödar genom totalt 3 vattendrag innan det når havet efter 379 kilometer. Avrinningsområdet består mestadels av skog (79 procent). Avrinningsområdet har 0,82 kvadratkilometer vattenytor vilket ger det en sjöprocent på 9 procent.